# Marzanka

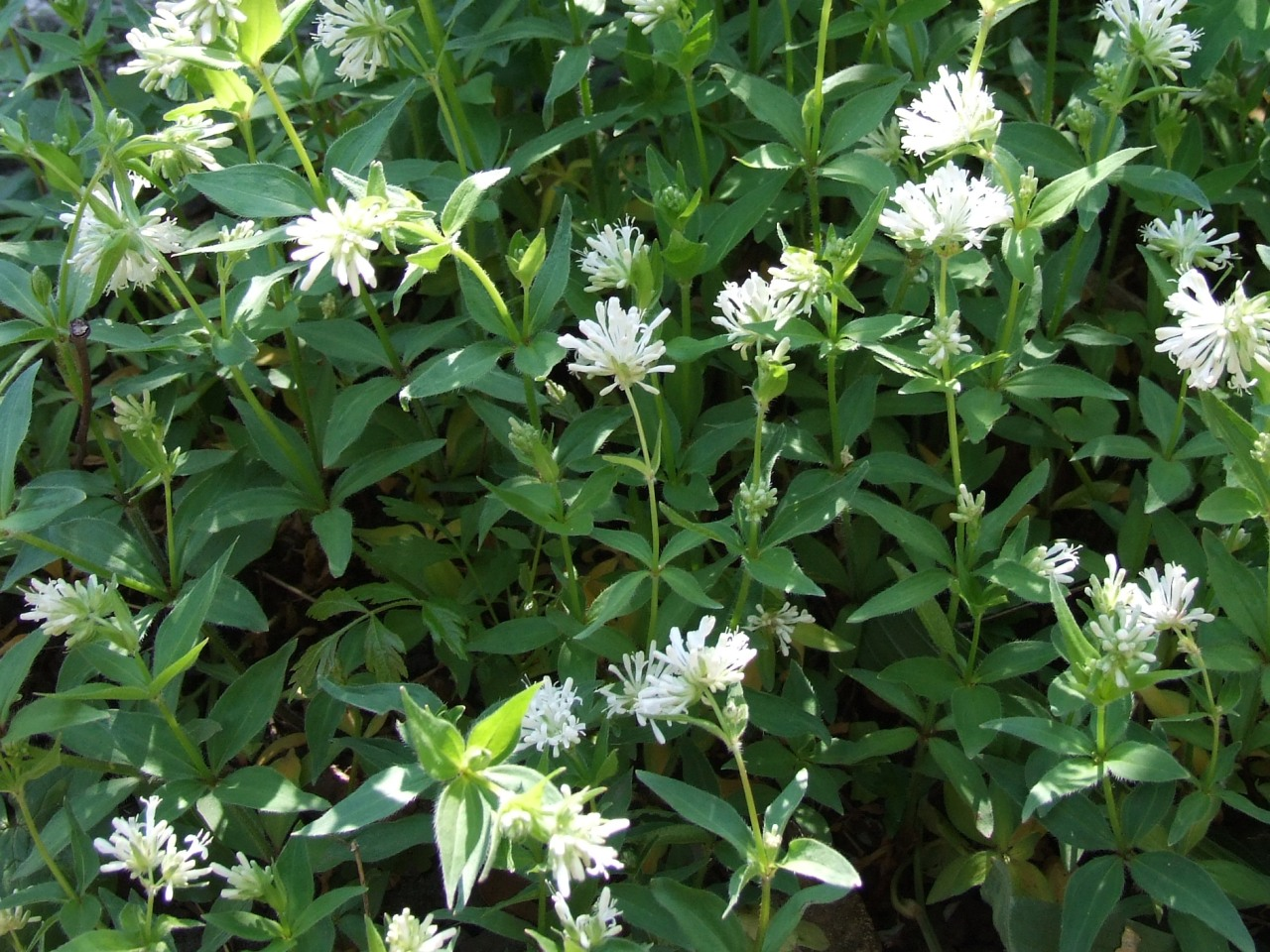
Asperula taurina

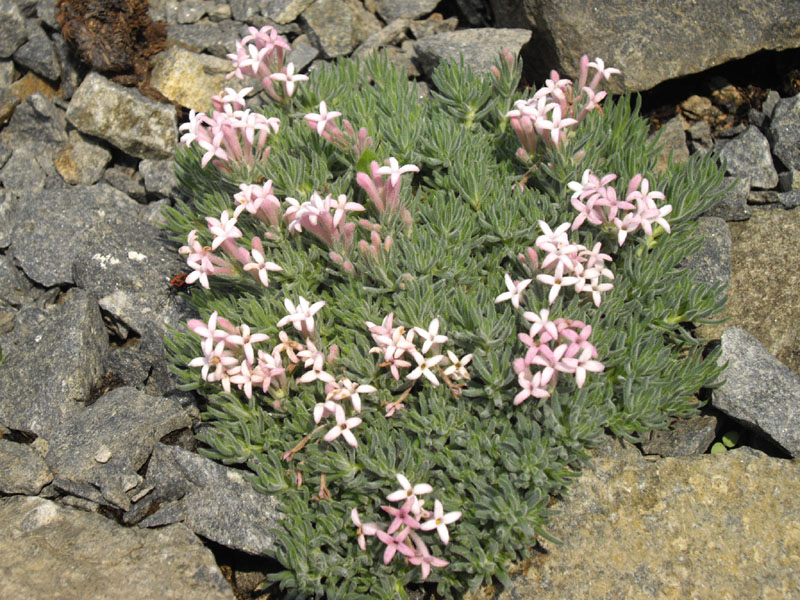
Asperula daphneola

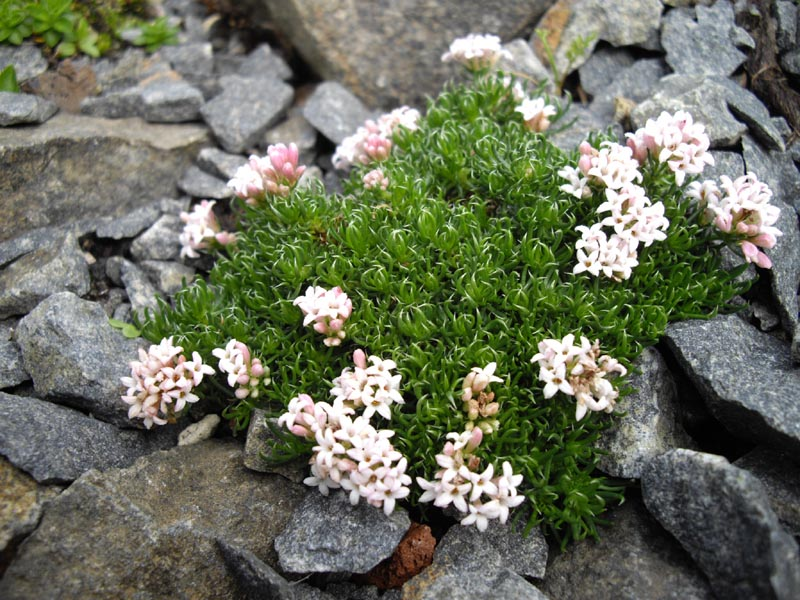
Asperula gussonii

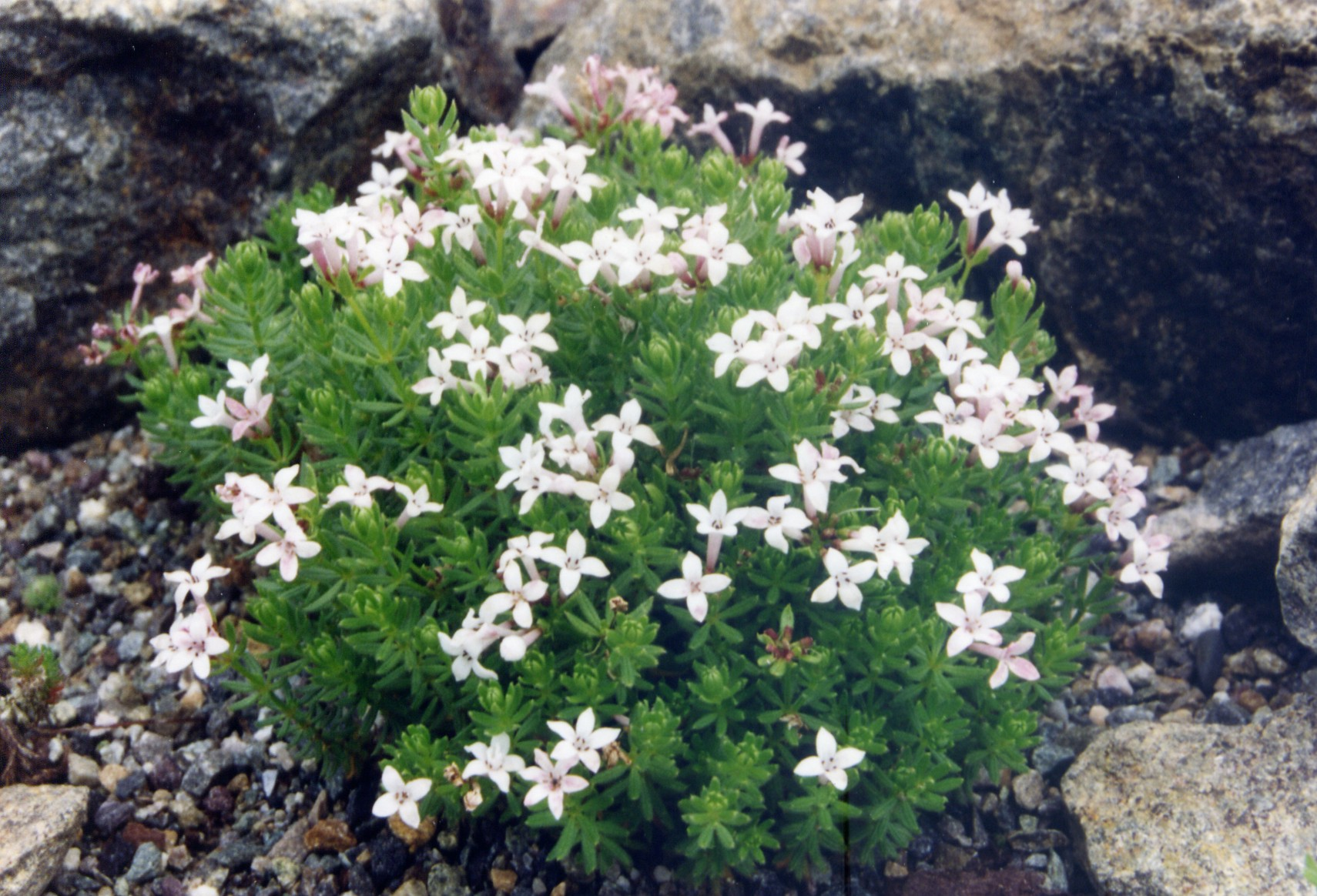
Asperula hirta

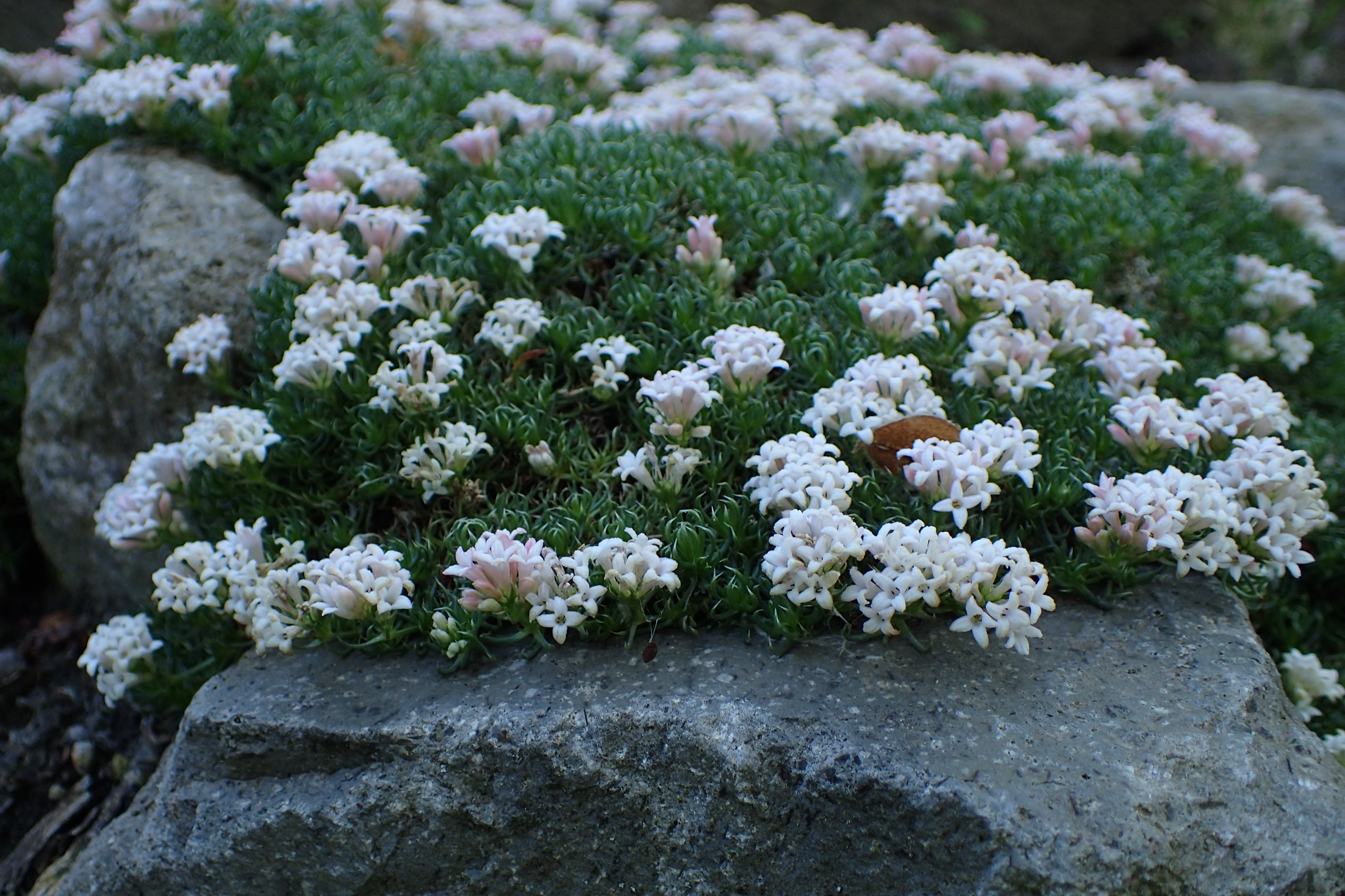
Asperula nitida

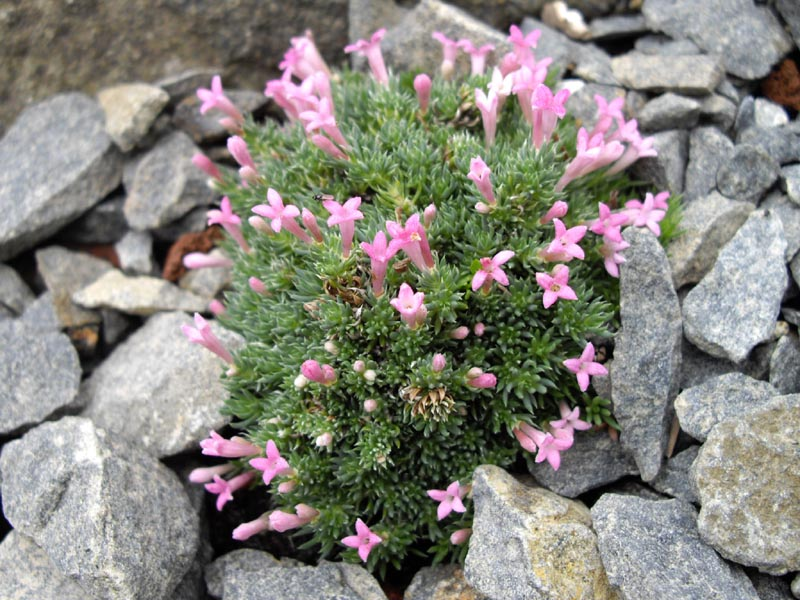
Asperula sintenisii

Marzanka (Asperula L.) – rodzaj roślin należący do rodziny marzanowatych. Należy do niego około 200 gatunków. Występują one od północnej Afryki i Europy, poprzez Azję Środkową i południowo-zachodnią po Australię i Nową Zelandię, z największym zróżnicowaniem we wschodniej części basenu Morza Śródziemnego i w południowo-zachodniej Azji. Do polskiej flory należą dwa gatunki rodzime: marzanka barwierska (A. tinctoria) i marzanka pagórkowa (A. cynanchica), kilka innych gatunków jest uprawianych, spośród nich marzanka polna (A. arvensis) przejściowo dziczeje (jest efemerofitem).
Część przedstawicieli tego rodzaju jest uprawiana jako rośliny ozdobne, zwłaszcza w ogrodach skalnych.

## Morfologia

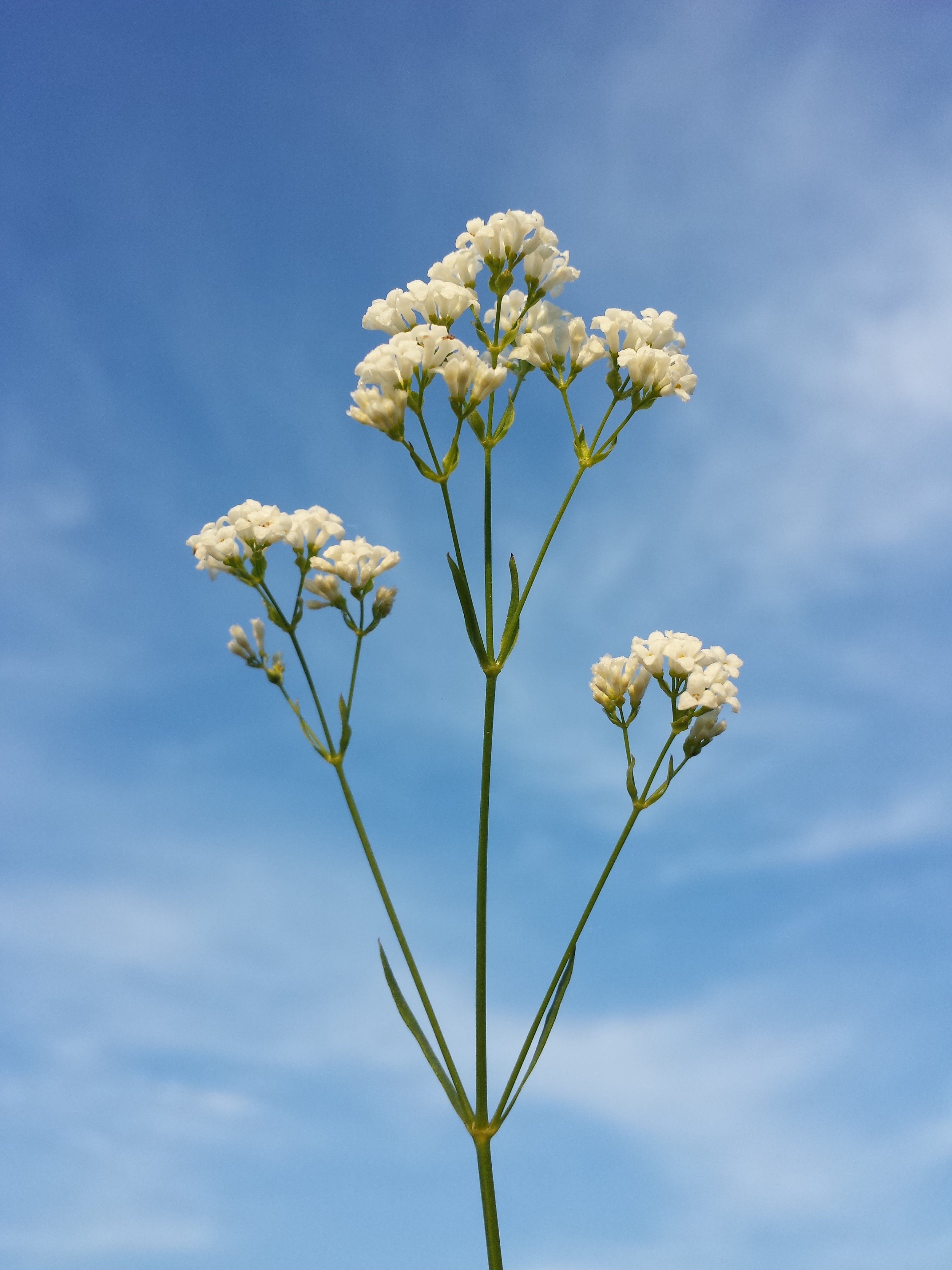
Kwiatostan Asperula tinctoria

PokrójNajczęściej byliny, często drewniejące u nasady (półkrzewy), rzadko rośliny jednoroczne. Pędy czworoboczne na przekroju.
LiścieNaprzeciwległe, wraz z liściopodobnymi przylistkami zebrane w okółki po 4–10.
KwiatySkupione w szczytowe wierzchotki dwuramienne, czasem gęste i główkokształtne. Działki kielicha bardzo drobne, 4 lub 5. Płatki korony lejkowate lub dzwonkowate o rurce stanowiącej co najmniej 1/3 część korony. Płatki najczęściej 4, rzadko 3 lub 5. Pręciki w takiej samej liczbie jak płatki korony, zrośnięte z nimi w rurce. Słupek o znamieniu główkowatym.
OwoceNiewielkie, niepękające i jednonasienne, powstają w parach. Owocnia zrasta się z łupiną nasienną.

## Systematyka
Synonimy
Asterophyllum Schimp. & Spenn., Blepharostemma Fourr., Chlorostemma (Lange) Fourr., Cynanchica Fourr.
Rodzaj z rodziny marzanowatych Rubiaceae, w obrębie której reprezentuje podrodzinę Rubioideae i plemię Rubieae. Rodzaj problematyczny, ponieważ wyróżniony został w stosunku do rodzaju przytulia Galium przez Karola Linneusza na podstawie jednej cechy morfologicznej – istnienia rurki w kwiecie lejkowatym lub dzwonkowatym u Asperula i niemal płaskiej korony u Galium. Badania morfologiczne, a zwłaszcza molekularne wykazały, że cecha ta nie odpowiada relacjom filogenetycznym. Część gatunków została przeniesiona między tymi rodzajami, w tym np. dawna marzanka wonna (Asperula  odorata L.) a obecnie przytulia wonna (Galium odoratum (L.) Scop.). Cały jednak rodzaj zagnieżdżony jest w obrębie gradu jaki stanowi rodzaj Galium i to w dodatku nie tworząc jednej, monofiletycznej grupy, lecz kilku grup, w obrębie których gatunki tu zaliczane są wymieszane nie tylko z gatunkami rodzaju Galium, ale też rolnica Sherardia, kozłówka Phuopsis i krzyżowniczka Crucianella.
Wykaz gatunków
- Asperula abbreviata (Halácsy) Rech.f.
- Asperula abchasica V.I.Krecz.
- Asperula accrescens Klokov
- Asperula acuminata I.Thomps.
- Asperula affinis Boiss. & A.Huet
- Asperula albiflora Popov
- Asperula ambleia Airy Shaw
- Asperula arcadiensis Sims – marzanka grecka
- Asperula aristata L.f. – marzanka oścista
- Asperula arvensis L. – marzanka polna
- Asperula assamica Meisn.
- Asperula asterocephala Bornm.
- Asperula asthenes Airy Shaw & Turrill
- Asperula azerbaidjanica Mam, Shach & Velib.
- Asperula badachschenica Pachom.
- Asperula baenitzii Heldr. ex Boiss.
- Asperula balchanica Bobrov
- Asperula baldaccii (Halácsy) Ehrend.
- Asperula bargyli Gomb.
- Asperula beckiana Degen
- Asperula biebersteinii V.I.Krecz.
- Asperula boissieri Heldr. ex Boiss.
- Asperula borbasiana (Korica) Korica
- Asperula bornmuelleri Velen. ex Bornm.
- Asperula boryana (Walp.) Ehrend.
- Asperula botschantzevii Pachom.
- Asperula brachyantha Boiss.
- Asperula brachyphylla Trigas & Iatroú
- Asperula breviflora Boiss.
- Asperula brevifolia Vent.
- Asperula bryoides Stapf
- Asperula calabra (Fiori) Ehrend. & Krendl
- Asperula capitata Kit. ex Schult.
- Asperula capitellata Hausskn. & Bornm.
- Asperula carpatica Morariu
- Asperula charophyton Airy Shaw & Turrill
- Asperula chlorantha Boiss. & Heldr.
- Asperula ciliatula Pachom.
- Asperula cilicia Hausskn. ex Ehrend.
- Asperula comosa Schönb.-Tem.
- Asperula conferta Hook.f.
- Asperula congesta Tschern.
- Asperula crassifolia L.
- Asperula crassula Greuter & Zaffran
- Asperula cretacea Willd. ex Roem. & Schult.
- Asperula cristata (Sommier & Levier) V.I.Krecz.
- Asperula cunninghamii Airy Shaw & Turrill
- Asperula cymulosa (Post) Post
- Asperula cynanchica L. – marzanka pagórkowa
- Asperula cypria Ehrend.
- Asperula cyrenaica (E.A.Durand & Barratte) Pamp.
- Asperula czukavinae Pachom. & Karim
- Asperula danilewskiana Basin.
- Asperula dasyantha Klokov
- Asperula deficiens Viv.
- Asperula diminuta Klokov
- Asperula doerfleri Wettst.
- Asperula elonea Iatroú & Goergiadis
- Asperula euryphylla Airy Shaw & Turrill
- Asperula fedtschenkoi Ovcz. & Tschernov
- Asperula fragillima Boiss. & Hausskn.
- Asperula friabilis Schönb.-Tem.
- Asperula galioides M.Bieb.
- Asperula garganica Huter, Porta & Rigo ex Ehrend. & Krendl
- Asperula gemella Airy Shaw & Turrill
- Asperula geminifolia F.Muell.
- Asperula glabrata Tschern.
- Asperula glareosa Ehrend.
- Asperula glauca L.
- Asperula glomerata (M.Bieb.) Griseb.
- Asperula gorganica Schönb.-Tem. & Ehrend.
- Asperula gracilis C.A.Mey.
- Asperula graveolens M.Bieb. ex Schult. & Schult.f.
- Asperula gunnii Hook.f.
- Asperula gussonei Boiss. – marzanka Gussona
- Asperula haphneola O.Schwarz
- Asperula hercegovina Degen
- Asperula hexaphylla All. – marzanka sześciolistkowa
- Asperula hirsuta Desf.
- Asperula hirta Ramond – marzanka kosmata
- Asperula hoskingii I.Thomps.
- Asperula icarica Ehrend. & Schönb.-Tem.
- Asperula idaea Halácsy
- Asperula inopinata Schönb.-Tem.
- Asperula insignis (Vatke) Ehrend.
- Asperula insolita Pachom.
- Asperula intersita Klokov
- Asperula involucrata Wahlenb.
- Asperula karategini Pachom. & Karim
- Asperula kemulariae Manden.
- Asperula kotschyana (Boiss. & Hohen.) Boiss.
- Asperula kovalevskiana Pachom.
- Asperula kryloviana Sergeev
- Asperula lactea (Porta) Brullo, Gargano, N.G.Passal. & Peruzzi
- Asperula laevigata L.
- Asperula lasiantha Nakai
- Asperula libanotica Boiss.
- Asperula lilaciflora Boiss. – marzanka lilakowata
- Asperula lipskyana V.I.Krecz.
- Asperula litardierei Humbert
- Asperula littoralis Sm.
- Asperula lutea Sm.
- Asperula lycia Stapf
- Asperula majoriflora Borbás ex Formánek
- Asperula malevonensis Ehrend. & Schönb.-Tem.
- Asperula markothensis Klokov
- Asperula mazanderanica Ehrend.
- Asperula microphylla Boiss.
- Asperula minima Hook.f.
- Asperula molluginoides (M.Bieb.) Rchb.
- Asperula mungieri Boiss. & Heldr.
- Asperula muscosa Boiss. & Heldr.
- Asperula naufraga Ehrend. & Gutermann
- Asperula neglecta Guss.
- Asperula neilreichii Beck
- Asperula nitida Sm. – marzanka lśniąca
- Asperula nuratensis Pachom.
- Asperula oblanceolata I.Thomps.
- Asperula oetaea (Boiss.) Heldr. ex Halácsy
- Asperula ophiolithica Ehrend.
- Asperula oppositifolia Regel & Schmalh.
- Asperula orientalis Boiss. & Hohen. – marzanka wschodnia
- Asperula pauciflora Tschern.
- Asperula paui Font Quer
- Asperula pedicellata Klokov
- Asperula peloritana C.Brullo, Brullo, Giusso & Scuderi
- Asperula perpusilla Hook.f.
- Asperula pestalozzae Boiss.
- Asperula pinifolia (Boiss.) Ehrend. & Schönb.-Tem.
- Asperula podlechii Schönb.-Tem.
- Asperula polymera I.Thomps.
- Asperula pontica Boiss.
- Asperula popovii Schischk.
- Asperula prostrata (Adams) K.Koch
- Asperula pseudochlorantha Ehrend.
- Asperula puberula Halácsy & Sint.
- Asperula pubescens (Willd.) Ehrend. & Schönb.-Tem.
- Asperula pugionifolia Tschern.
- Asperula pulchella (Podlech) Ehrend. & Schönb.-Tem.
- Asperula pulvinaris Heldr. ex Boiss.
- Asperula pumila Moris
- Asperula purpurea (L.) Ehrend. – marzanka purpurowa
- Asperula pusilla Hook.f.
- Asperula rechingeri Ehrend. & Schönb.-Tem.
- Asperula rezaiyensis Schönb.-Tem.
- Asperula rigida Sibth. & Sm.
- Asperula rigidula (Halácsy) Halácsy
- Asperula rumelica Boiss.
- Asperula rupestris Tineo
- Asperula rupicola Jord.
- Asperula samia D.H.Christ. & Goeriadis
- Asperula saxicola Ehrend.
- Asperula scabrella Tschern.
- Asperula scoparia Hook.f.
- Asperula scutellaris Vis.
- Asperula semanensis Schönb.-Tem. & Ehrend.
- Asperula serotina (Boiss. & Heldr.) Ehrend.
- Asperula seticornis Boiss.
- Asperula setosa Jaub. & Spach
- Asperula sherardioides Jaub. & Spach
- Asperula sintenisii Asch. ex Bornm.
- Asperula sordide-rosea Popov
- Asperula staliana Vis.
- Asperula stricta Boiss.
- Asperula strishovae Pachom. & Karim
- Asperula suavis Fisch., C.A.Mey. & Avé-Lall.
- Asperula suberosa Sibth. & Sm.
- Asperula subsimplex Hook.f.
- Asperula subulifolia Airy Shaw & Turrill
- Asperula suffruticosa Boiss. & Heldr.
- Asperula supina M.Bieb.
- Asperula syrticola (Miq.) Airy Shaw & Turrill
- Asperula szovitsii Ehrend. & Schönb.-Tem.
- Asperula taurina L. – marzanka turyńska
- Asperula taygetea Boiss. & Heldr.
- Asperula tenella Heuff. ex Degen
- Asperula tenuifolia Boiss.
- Asperula tenuissima K.Koch
- Asperula tephrocarpa Czern. ex Popov & Chrshan.
- Asperula tetraphylla (Airy Shaw & Turrill) I.Thomps.
- Asperula tinctoria L. – marzanka barwierska
- Asperula tournefortii Sieber ex Spreng.
- Asperula tragacanthoides Brullo
- Asperula trichodes J.Gay ex DC.
- Asperula trifida Makino
- Asperula virgata Hub.-Mor. ex Ehrend. & Schönb.-Tem.
- Asperula visianii Korica
- Asperula wettsteinii Adamovic
- Asperula wimmeriana Airy Shaw & Turrill
- Asperula woloszczakii Korica
- Asperula woronowii V.I.Krecz.
- Asperula xylorrhiza Nábelek